# Фріц Лампрехт
Фріц Лампрехт (нім. Fritz Lamprecht; 9 серпня 1893, Ганновер — 23 липня 1961, Базум) — німецький військово-морський діяч, віцеадмірал крігсмаріне.

## Біографія
1 квітня 1911 року вступив на флот. Пройшов підготовку на важкому крейсері «Герта» і у військово-морському училищі в Мюрвіку. Учасник Першої світової війни. Служив на лінійних кораблях «Король Альберт» і «Кронпринц», 18 червня 1916 року переведений в підводний флот; командував підводними човнами UB-100 (17 вересня — 23 жовтня 1918) і UC-45 (24 жовтня — 27 листопада 1918). Після закінчення війни залишений на флоті, командував тральщиками. З 18 квітня 1924 року — вахтовий офіцер на лінійному кораблі «Ельзас», з 26 березня 1925 року — навігаційний офіцер на крейсері «Німфа». 24 листопада 1925 року переведений в Кільський арсенал, 15 січня 1927 року — на військово-морські верфі у Вільгельмсгафені. З 7 травня 1928 по 2 липня 1930 року — навігаційний офіцер на крейсері «Емден». З 6 жовтня 1933 року — начальник загороджувальної школи. 18 листопада 1938 року очолив відділ (з 7 листопада 1939 року — управлінську групу) мінно-загороджувальних озброєнь Управління озброєнь ОКМ. Одночасно виконував обов'язки командувача охороною узбережжя Криму (4 вересня — 13 листопада 1942) і України (14-30 листопада 1942). 7 грудня 1942 року призначений інспектором озброєнь в Нідерландах. З 29 серпня 1944 року командував морською зенітною бригадою «Північ». Одночасно з 1 квітня 1945 року очолював особливий штаб Ельба-Везер-Емс. 8 травня 1945 року взятий в полон союзниками. 26 квітня 1947 року звільнений.

## Звання
- Кадет (1 квітня 1911)
- Фенріх-цур-зее (15 квітня 1912)
- Лейтенант-цур-зее (3 серпня 1914)
- Оберлейтенант-цур-зее (26 квітня 1917)
- Капітан-лейтенант (1 жовтня 1921)
- Корветтен-капітан (1 вересня 1929)
- Капітан-цур-зее (1 жовтня 1936)
- Контр-адмірал (1 грудня 1940)
- Віце-адмірал (1 лютого 1943)

## Нагороди
- Залізний хрест 2-го і 1-го класу
- Ганзейський Хрест (Гамбург)
- Нагрудний знак підводника (1918)
- Німецький імперський спортивний знак
- Почесний хрест ветерана війни з мечами
- Медаль «За вислугу років у Вермахті» 4-го, 3-го, 2-го і 1-го класу (25 років; 2 жовтня 1936) — отримав 4 нагороди одночасно.
- Орден Заслуг (Угорщина), командорський хрест
- Медаль «У пам'ять 1 жовтня 1938 року»
- Застібка до Залізного хреста 2-го і 1-го класу
- Нагрудний знак мінних тральщиків
- Орден Корони Італії, великий офіцерський хрест
- Хрест Воєнних заслуг 2-го і 1-го класу з мечами